# نادي برث
نادي بيرث هو نادي كرة قدم أسترالي شبه محترف مقره في بيرث في غرب أستراليا. تأسس النادي في عام 1987 نتيجة الاندماج بين ثلاث أندية محلية، على الرغم من أن تاريخه قبل الاندماج يعتبر تاريخ نادي بيرث أزوري بعد السيطرة الكاملة على النادي في عام 2002. يتنافس النادي حاليًا في الدوريات الوطنية الأولى في أستراليا الغربية، حيث تُقام المباريات في حدائق دورين.

## التاريخ
تأسّس النادي في عام 1987 نتيجة اندماج نادي بيرث أزوري (نادي كرة قدم أسترالي تأسس عام 1948) ونادي إيست فريمانتل تريكولور (نادي كرة قدم أسترالي تأسس عام 1953) ونادي بالكاتا إتنا (نادي كرة قدم أسترالي تأسس عام 1977). بعد اجتماعات ومناقشات عديدة، تشكّل النادي الجديد المعروف باسم نادي بيرث إيطاليا لكرة القدم (بالإنجليزية: Perth Italia Soccer Club)‏.‏ من بين الأندية الثلاثة التي اندمجت، كان بيرث أزوري هو النادي الأكثر نجاحًا بعد فوزه بـ 11 لقبًا في الدوري. كانت بداياته عندما انضمت مجموعة من الفتيان إلى النية الأولية المتمثلة في إنشاء نادي لكرة القدم الأسترالية. واجه النادي احتكاكًا من مؤسسة كرة القدم التي رفضت أسلوب أزوري في اللعب. بين عامي 1953 و1987، فاز نادي إيست فريمانتل تريكولور بستة ألقاب في الدوري، بما في ذلك ثلاثة انتصارات متتالية بين عامي 1963 و1965. حقق نادي بالكاتا إتنا أقل نجاح، بلقب واحد فقط.
ساهم ممثلون من جميع الأندية الثلاثة بقوة في إنشاء أفضل الأندية في غرب أستراليا. في أواخر الثمانينات من القرن العشرين، سجل النادي اسم بيرث يونايتد تحسبًا للانضمام إلى الدوري الوطني لكرة القدم. لكن النادي لم ينجح قط في الانضمام إلى الدوري الوطني.
في عام 1991 غادر نادي بالكاتا إتنا النادي المدمج. في عام 1995، تقرر تغيير الاسم إلى نادي بيرث لكرة القدم من أجل توسيع جاذبيته لجمهور أكثر انتشارًا. في عام 2002، دُمج نادي أزوري بالكامل مع نادي بيرث ليصبح النادي الذي هو عليه اليوم، مع ترك إيست فريمانتل تريكولور النادي المدمج للعب بنفسه في عام 2004.

## فريق النساء
يعد فريق بيرث النسائي أحد الفرق الافتتاحية في مسابقة الدوريات الوطنية الأولى للنساء (التي من المقرر أن تبدأ في عام 2020)، وهو جزء من هيكل الدوريات النسائية الوطنية الممتازة.

## روابط خارجية
- الموقع الرسمي للنادي